# Rade bei Rendsburg
Rade bei Rendsburg, Rade b. Rendsburg – miejscowość i gmina w Niemczech, w kraju związkowym Szlezwik-Holsztyn, w powiecie Rendsburg-Eckernförde, wchodzi w skład urzędu Eiderkanal.